# مايو الأسود (1992)

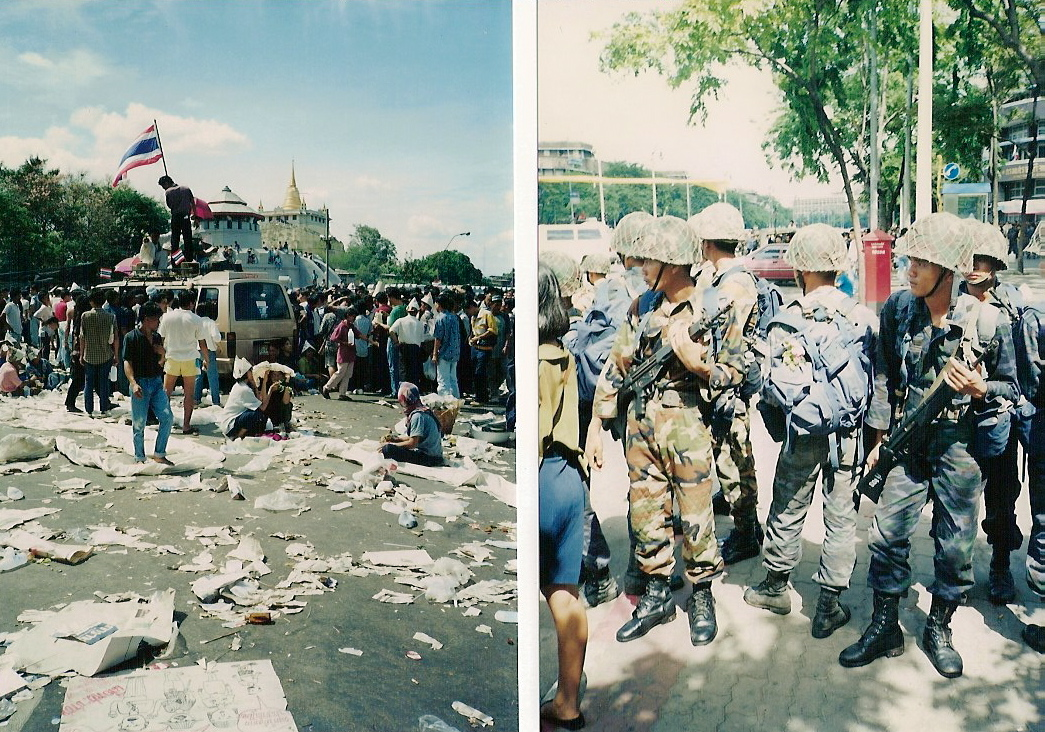
المتظاهرون والجيش.

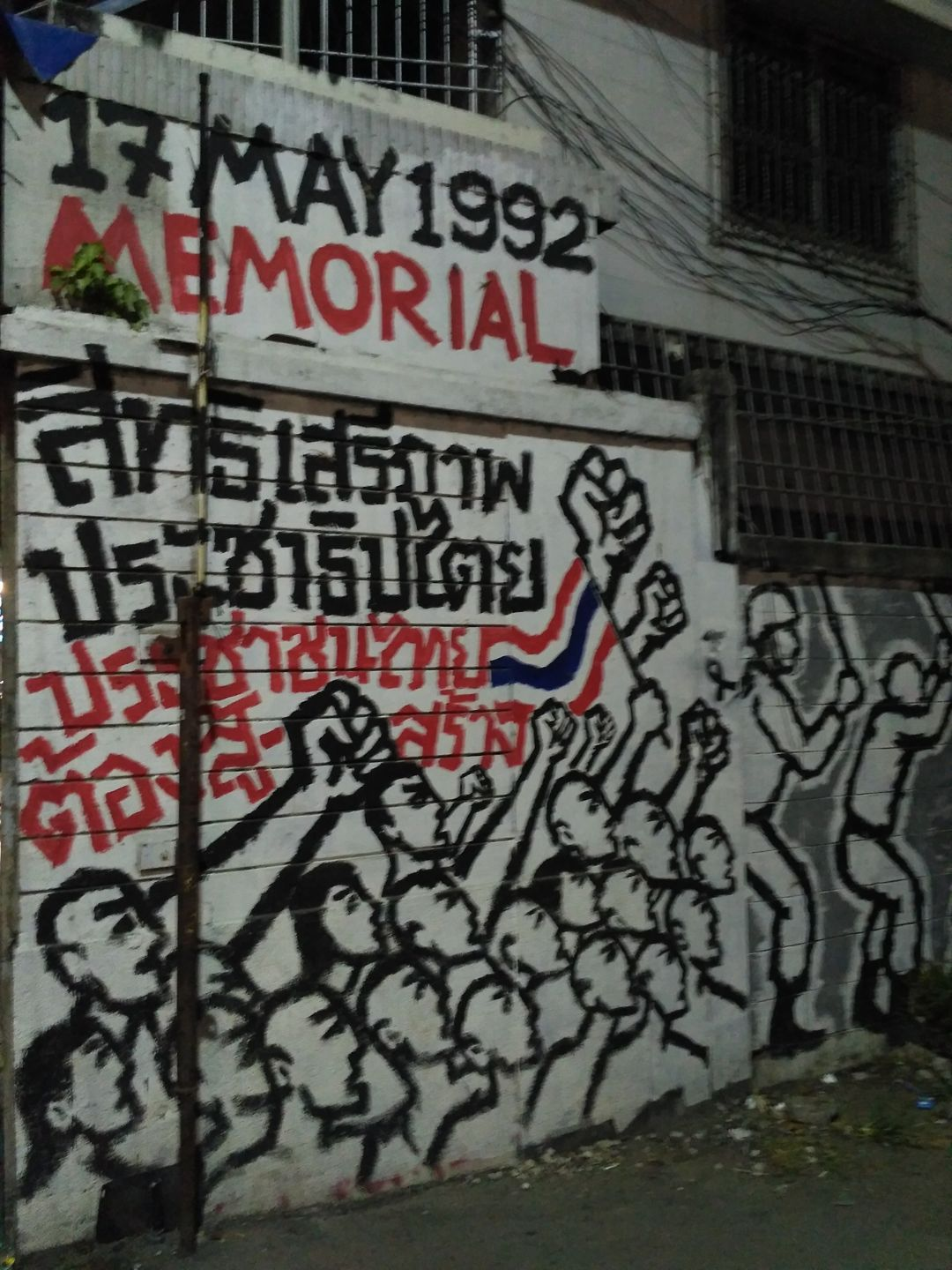
جرافيتي على طريق خاو سان.

مايو الأسود أو مايو الدامي هو الاسم الشائع للمظاهرة الشعبية التي نظمت في بانكوك في الفترة من 17 إلى 20 مايو 1992 ضد حكومة الجنرال سوتشيندا كرابرايون وحملاته العسكرية المتتالية.
في ذروة الاحتجاجات، تظاهر ما يقرب من 200 ألف شخص وسط بانكوك. أسفرت الحملة العسكرية عن 52 حالة وفاة مؤكدة من قبل الحكومة، ومئات الجرحى بمن فيهم الصحفيون وأكثر من 3500 معتقل تعرضوا للتعذيب، ومئات حالات الاختفاء القسري حيث أثبتت تقارير شهود العيان بأن شاحنة محملة بالجتث غادرت المدينة.

## الخلفية
في 23 فبراير 1991، أطاح قائد الجيش سوتشيندا كرابرايون بحكومة شانيشاي شونهافان المنتخبة ديمقراطيا. فقام الانقلابيون، الذين أطلقوا على أنفسهم اسم المجلس الوطني لحفظ السلام، بتعيين أناند بانياراتشون رئيسًا للوزراء. سنت حكومة أناند المؤقتة دستوراً جديداً وانتخابات برلمانية في 22 مارس 1992.
تم تشكيل ائتلاف حكومي مؤلف من 55 بالمائة من مجلس النواب وعين الجنرال سوتشيندا رئيسًا للوزراء. تلت ذلك مظاهرات عامة واسعة النطاق. في 9 مايو، حاول سوتشيندا تهدئة الأوضاع من خلال دعم تعديل دستوري يجعل الأفراد الذين لم يتم انتخابهم للبرلمان غير مؤهلين لرئاسة الوزراء. وبالرغم من تلاشي التوترات، إلا أن الهدنة لم تدم طويلاً.

## الاحتجاجات الشعبية
في مايو 1992، أعلن الحزبان الحكوميان البارزان أنهما أيدا التعديل الدستوري، إلا أنهما فضلا كذلك الأحكام الانتقالية التي من شأنها أن تسمح للجنرال سوتشيندا بالعمل كرئيس للوزراء لولاية البرلمان. أمام هذا التخبط أصبح من الواضح أن أحزاب الحكومة لن تفي بكلمتها، فتم وضع مخطط للإضراب يوم الأحد 17 مايو.

## التدخل الملكي
في وقت مبكر من صباح يوم 20 مايو، خاطبت الأميرة ماها تشاكرى سيريندهورن البلد على شاشات التلفزيون، داعيةً إلى وضع حد للعنف وبقي طابها يبث طوال اليوم. في المساء، بث شقيقها ولي العهد الأمير فاجيرالونغكورن نداءً مماثلاً.
أخيرًا، وعلى الساعة 21:30، تم عرض بث تلفزيوني للملك بوميبول أدولياديج وهو يخاطب الجنرالين سوتشيندا وشاملونج، مطالبا إياهما بوضع حد لمواجهاتهما والعمل معاً من خلال الإجراءات البرلمانية.
أفرج سوتشيندا عن الجنرال تشام لونغ وأعلن عن عفو عن المتظاهرين. كما وافق على دعم التعديل الذي يتطلب انتخاب رئيس الوزراء. طلب تشام لونغ من المتظاهرين التفرق وهو ما امتثلوا له.
في 24 مايو 1992، استقال سوتشيندا كرئيس وزراء تايلاند.